# Nidulariàcies
Les nidulariàcies (Nidulariaceae; el nom prové del llatí i significa: niuets) són una família de fongs els cossos fructífers dels quals semblen petits nius d'ocells plens d'ous (estructures que s'anomenen científicament peridiols). Són fongs sapròfits que viuen sobre la fusta en descomposició. Tenen una distribució cosmopolita.

## Gèneres
- Crucibulum
- Cyathus
- Mycocalia
- Nidula
- Nidularia.